# سكوت سولومون
سكوت سولومون (بالإنجليزية: Scott Solomon)‏ هو لاعب كرة قدم أمريكية أمريكي، ولد في 5 نوفمبر 1988 في سان أنطونيو في الولايات المتحدة.

## وصلات خارجية
- سكوت سولومون على موقع مرجع كرة القدم المحترفة.كوم (الإنجليزية)